# Pelourinho de Paialvo
O Pelourinho de Paialvo situa-se na localidade e freguesia de Paialvo, município de Tomar, distrito de Santarém, em Portugal.
Está colocado sobre uma plataforma em pedra, com três degraus circulares, sobre a qual assenta o fuste constituído por duas pedras, e apresentando no topo um cone truncado com uma esfera por cima, ambos em pedra.
Paialvo foi até 1836 sede de concelho sendo o seu pelourinho demonstração dessa qualidade.
Está classificado como Imóvel de Interesse Público desde 1933.